# Бахтияр (деревня)
Бахтия́р (тат. Бәхтияр) — деревня в Атнинском районе Республики Татарстан, в составе Большеменгерского сельского поселения.

## Этимология
Топоним произошёл от антропонима «Бәхтияр» (Бахтияр).

## География
Деревня находится на левом притоке реки Семит, в 12 км к юго-востоку от районного центра — села Большая Атня.

## История
Основание деревни относят к XVII веку. Деревня была также известна под названием Починок Бахтеяровский.
В сословном плане, в XVIII веке и вплоть до 1860-х годов, жителей деревни причисляли к государственным крестьянам. В этот период основными занятиями жителей деревни являлись земледелие, скотоводство, пчеловодство, мукомольный промысел.
В «Списке населенных мест по сведениям 1859 года», изданном в 1866 году, населённый пункт упомянут как казённая деревня Бахтияр 3-го стана Казанского уезда Казанской губернии. Располагалась при безымянном ключе, по правую сторону Уржумского торгового тракта, в 60 верстах от уездного и губернского города Казани и в 15 верстах от становой квартиры в казённой деревне Верхние Верески. В деревне, в 41 дворе жили 315 человек (169 мужчин и 146 женщин), была мечеть.
По сведениям из первоисточников, в начале XX века в деревне действовал мектеб, 2 ветряные мельницы, 2 крупообдирки, мелочная лавка. В этот период земельный надел сельской общины составлял 539,8 десятин.
До 1920 года деревня относилась к Больше-Менгерской волости Казанского уезда Казанской губернии. С 1920 года в составе Арского кантона ТАССР. С 10 августа 1930 года в Тукаевском, с 25 марта 1938 года в Атнинском, с 12 октября 1959 года в Тукаевском, с 1 февраля 1963 года в Арском, с 25 октября 1990 года в Атнинском районах.
В 1940-е годы в деревне был организован колхоз. С 1997 года коллективное предприятие «Менгер», с 2003 года сельскохозяйственный производственный кооператив «Менгер».

## Население
| 1782 | 1859 | 1897 | 1908 | 1920 | 1926 | 1938 | 1949 | 1958 | 1970 | 1979 | 1989 | 2002 | 2010 | 2015 |
| ---- | ---- | ---- | ---- | ---- | ---- | ---- | ---- | ---- | ---- | ---- | ---- | ---- | ---- | ---- |
| 44   | 315  | 554  | 549  | 533  | 490  | 453  | 359  | 253  | 264  | 257  | 231  | 226  | 200  | 197  |

Национальный состав села — татары.

## Экономика
Жители работают преимущественно в сельскохозяйственном производственном кооперативе «Менгер», занимаются растениеводством, животноводством.

## Инфраструктура
В деревне действуют клуб, фельдшерский пункт.

## Религия
Мечеть действует с 1996 года.